# Eboldshausen
Eboldshausen ist ein Ortsteil der Gemeinde Kalefeld im Landkreis Northeim, Niedersachsen.

## Lage
Das Dorf liegt am Westrand des Harzes südwestlich von Kalefeld und westlich des Bierberges nahe der A7.

## Geschichte
Eine erste Erwähnung aus dem Jahre 1141, als das Kloster Northeim eine Hufe Land in Alboldishusen beziehungsweise  Alwoldishusen besaß, kann sich auch auf eine Ortswüstung †Alboldeshausen bei der Boyneburg beziehen. Die erste schriftliche Erwähnung Eboldshausens ist dann aus dem Jahr 1226 als Helboldeshusen überliefert.
Eboldshausen wurde am 1. März 1974 in die Gemeinde Kalefeld eingegliedert.

## Politik

### Ortsrat
Der Ortsrat, der Eboldshausen vertritt, umfasst fünf Mitglieder. Bei der Kommunalwahl 2021 ergab sich folgende Sitzverteilung:
- Wgem. „Bürger für Eboldshausen“ (BfE): 5 Sitze

### Ortsbürgermeister
Ortsbürgermeister ist Günter Holland.

### Wappen
Auf blauem Schild mit silbernen Wellenbalken diagonal von unten rechts nach oben links geteilt. Oben ein goldener Erntestrauß mit zwei roten Rosen, unten eine silberne Muschel.
Die Jakobsmuschel weist auf die Jakobi-Kirche und der Wellenbalken auf die vielen Quellen des Ortes hin. Mit dem Erntestrauß wird eine etwa 100-jährige Tradition von Eboldshausen symbolisiert.

## Kultur und Sehenswürdigkeiten

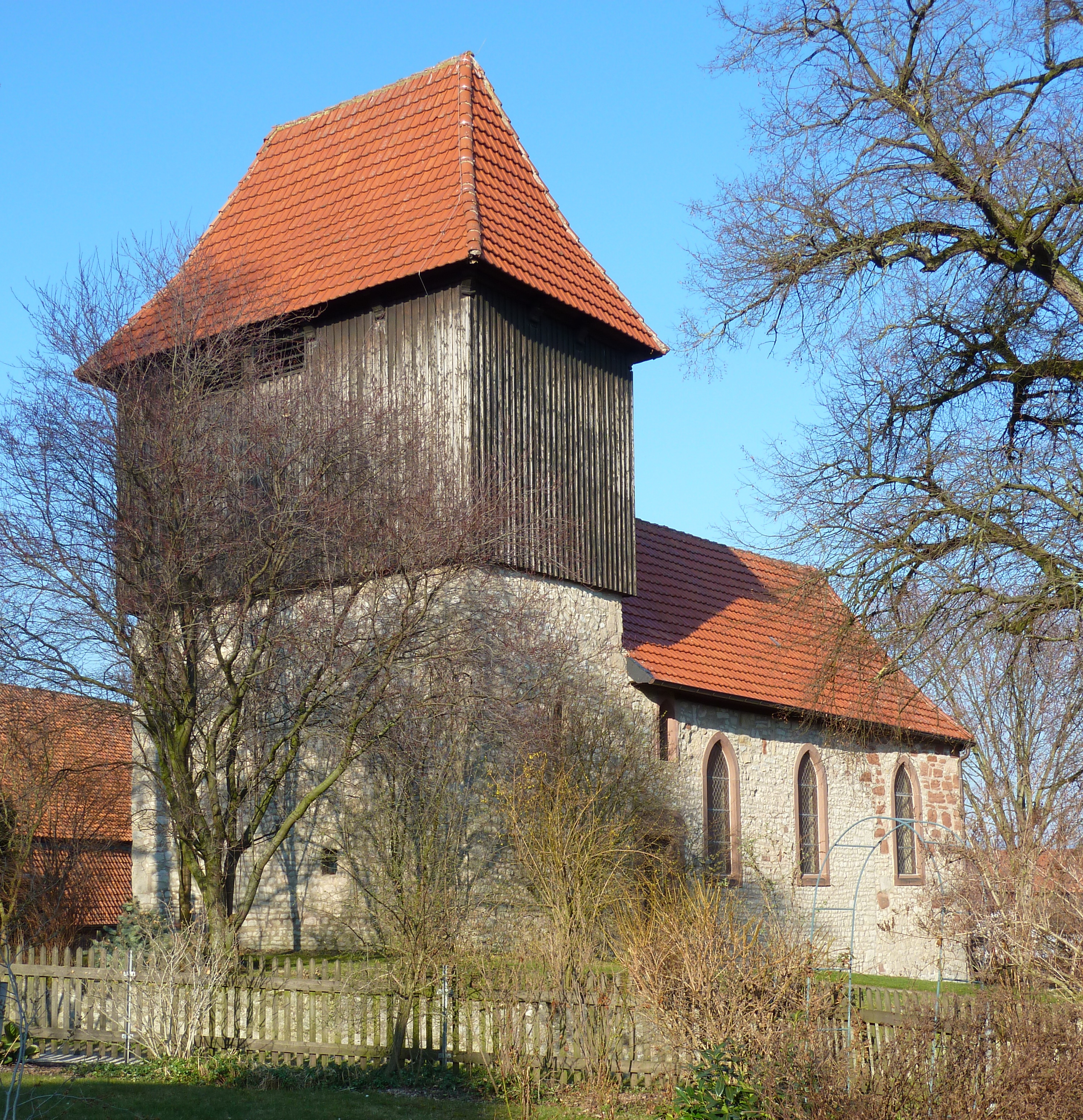
St.-Jakobi-Kirche

- Die St.-Jakobi-Kirche ist eine alte Wehrkirche und wurde mit heute noch bestehenden Mauerwerk und Turm vermutlich im 12. Jahrhundert erbaut.